# دکارت (دهانه)
دکارت یک دهانه برخوردی در ماه‌ است.

## دهانه‌های اقماری
این دهانه ۲ دهانه اقماری دارد.
| Descartes | عرض جغرافیایی | طول جغرافیایی | قطر          |
| --------- | ------------- | ------------- | ------------ |
| A         | ۱۲.۱° S       | ۱۵.۲° E       | ۱۶.۰ کیلومتر |
| C         | ۱۱.۰° S       | ۱۶.۳° E       | ۴.۰ کیلومتر  |